# William Coales
William Coales (ur. 8 stycznia 1886 w Aldwincle, zm. 19 stycznia 1960 w Sudbury) – brytyjski lekkoatleta specjalizujący się w biegach długodystansowych, złoty medalista olimpijski.
W 1908 r. uczestniczył w letnich igrzyskach olimpijskich w Londynie, gdzie zdobył złoty medal w biegu drużynowym na dystansie 3 mil. Startował również w eliminacjach biegu na 5 mil, jednak z powodu zmęczenia biegu eliminacyjnego nie ukończył (bieg ten odbył się tego samego dnia, co finał drużynowego biegu na 3 mile).
Rekordy życiowe:
- bieg na 3 mile – 14:31,6 – 1908
- bieg na 5 kilometrów – 15:39,0 – 1910
- bieg na 4 mile – 20:30,6 – 1909
- bieg na 10 kilometrów – 32:41,0 – 1910
- bieg na 10 mil – 53:54,0 – 1908